# Ekeberg (Vestfold)
Ekeberg is een plaats in de gemeente Holmestrand in de Noorse provincie Vestfold. Ekeberg telt 372 inwoners (2007) en heeft een oppervlakte van 0,31 km².
Tot ze op 1 januari 2020 werden opgeheven maakte de plaats deel uit van de gemeente Sande in de provincie Vestfold.